# San Juan (La Union)
San Juan is een gemeente in de Filipijnse provincie La Union in het noordwesten van het eiland Luzon. Bij de laatste census in 2007 had de gemeente bijna 33 duizend inwoners.

## Geografie

### Bestuurlijke indeling
San Juan is onderverdeeld in de volgende 41 barangays:
| - Allangigan - Aludaid - Bacsayan - Balballosa - Bambanay - Bugbugcao - Caarusipan - Cabaroan - Cabugnayan - Cacapian - Caculangan - Calincamasan - Casilagan - Catdongan | - Dangdangla - Dasay - Dinanum - Duplas - Guinguinabang - Ili Norte - Ili Sur - Legleg - Lubing - Nadsaag - Nagsabaran - Naguirangan - Naguituban - Nagyubuyuban | - Oaquing - Pacpacac - Pagdildilan - Panicsican - Quidem - San Felipe - Santa Rosa - Santo Rosario - Saracat - Sinapangan - Taboc - Talogtog - Urbiztondo |

## Demografie
San Juan had bij de census van 2007 een inwoneraantal van 32.952 mensen. Dit zijn 2.559 mensen (8,4%) meer dan bij de vorige census van 2000. De gemiddelde jaarlijkse groei komt daarmee uit op 1,12%, hetgeen lager is dan het landelijk jaarlijks gemiddelde over deze periode (2,04%).